# سعد الله الجابري
سعد الله الجابري (1892 - 1947) هو السيد سعد الله بن عبد القادر لطفي الجابري، ولد في حلب لعائلة عريقة مشهورة بالوطنية والدين والثراء. والده السيد الحاج عبد القادر لطفي الجابري الحسيني مفتي ولاية حلب بن العلامة السيد مراد بن السيد الحاج عبد القادر مفتي حلب ونقيب أشرافها بن السيد الحاج مصطفى مفتي حلب ونقيب أشرافها بن الشيخ أحمد الشهير بالجابري بن السيد موسى بن السيد أبو بكر بن السيد محمد أسعد الحلبي الحسيني.
أنجب والده ثمانية أبناء أشهرهم نافع باشا وضياء الدين أفندي ومراد أفندي وإحسان بك وفاخر بك وأصغرهم سعد الله بك الذي بدت عليه مظاهر النباهة والإقدام منذ صغره، فنشأ وترعرع في حلب في بيت من أشهر بيوت الدين والسياسة، وتلقى علومه الابتدائية والتجهيزية فيها وصحا على اجتماعات واتصالات تقوم بها عائلته مع رجالات البلد، حيث كان القوم يجتمعون في منزل الشيخ العلامة عبد الحميد الجابري للتداول في أمور البلاد وما آلت إليه.
ترأس الكتلة الوطنية التي قادت عملية تحرير سورية من براثن الاستعمار الفرنسي ويعتبر أحد أهم زعماء النضال الذين قاموا باعادة توحيد سورية بعد أن قسمها الفرنسيون إلى دويلات وتوجت ثمرة نضالهم بجلاء الفرنسيين عن التراب السوري عام 1946..

## بداياته
أنهى سعد الله دراسته الثانوية في حلب، فاستقدمه أخوه إحسان الجابري إلى استانبول لمتابعة دراسته في الكلية الملكية السلطانية، فاتصل هناك بالشباب العربي في الأستانة وأسسوا جمعية العربية الفتاة وأقسموا اليمين للعمل على نيل حقوق العرب.
أُرسل سعد الله إلى ألمانيا حيث درس سنتين وعاد إلى استانبول بمناسبة إعلان الحرب العالمية الأولى، فتم تجنيده في الجيش العثماني (كجك ضابط) وعُين مراقباً على الأرزاق وقوافلها في بلدة (أرض الروم) وقضى مدة الحرب هناك.
عندما انتهت الحرب عاد سعد الله إلى حلب، ودخل في حركة حقوق الإنسان، ولما قامت الثورات عام 1919 إثر نية الحلفاء تقسيم البلاد العربية ودخول الفرنسيين سوريا؛ كان سعد الله الجابري على اتصال بزعيم الثورة في الشمال إبراهيم هنانو يؤيد ثورته ويدعمه، كما جدد اتصاله بمن كان معه في الكلية السلطانية من الوطنيين مثل شكري القوتلي وغيره من العناصر الوطنية. شارك في المؤتمر السوري العام الذي انعقد عامي 1919 و1920 ودعا إلى وحدة سورية الطبيعية.

## مواجهته للاحتلال الفرنسي
نظراً لجرأة الجابري في مواجهة الفرنسيين، فقد اعتقل في سجن أرواد مدة من الزمن مع هاشم الأتاسي وجماعة من الوطنيين... ومنذ ذلك التاريخ بدأت رحلة جديدة من النضال إذا كانت سوريا تغرق رويداً رويداً تحت وطأة المحتل الفرنسي.
كان الجابري وجماعته يعقدون الاجتماعات ويرفعون الاحتجاجات والمذكرات لجمعية الأمم يشكون فيها الفرنسيين، وحين أعلنت السلطة الفرنسية استعدادها لإقامة حكم دستوري في البلاد، كان الوطنيون قد قرروا في مؤتمرهم الدخول في الانتخابات، ولما أُنتخب إبراهيم هنانو والجابري لأول مجلس تأسيسي رأى الفرنسيون أن هذا المجلس لا يمكن أن يخدم مصالحهم، لذا عمدوا إلى إلغائه، فعاد الوطنيون إلى النضال وقامت المظاهرات والاحتجاجات واعتقل الجابري من جديد. وبعدما أّفرج عنه تنادى الوطنيون لوضع ميثاق الكتلة الوطنية ونظامها الأساسي فكان هاشم الأتاسي رئيساً وإبراهيم هنانو وسعد الله الجابري نائبين للرئيس.
لما رفضت الكتلة الوطنية معاهدة عام 1933، قامت المظاهرات في جميع أنحاء سوريا وجرت اعتقالات للوطنيين وكان من بينهم سعد الله الجابري حيث صدر عليه حكم بالسجن ثمانية أشهر.
اشتد الطغيان الفرنسي في سوريا، وأُغلقت مكاتب الكتلة الوطنية وعمت الاعتقالات رجال حلب ودمشق وباقي المدن، واشتد الذعر وأضربت جميع المدن السورية، وأُلقي القبض مجدداً على الجابري ونفي إلى جزيرة (عين ديوار).
تجاه ما وصلت إليه سوريا من الاضطراب، استدعى الفرنسيون الوطنيين واتفقوا معهم على أن يرسلوا وفداً يمثل وطنيي البلاد إلى فرنسا للمفاوضة لعقد معاهدة، فكان الجابري عضواً في هذا الوفد، فصدر عفو عام عن السوريين وأُفرج عن الوطنيين وتمت معاهدة عام 1936م.
شغل الجابري وزارتي الداخلية ثم الخارجية في وزارة جميل مردم بك، في أول حكومة وطنية كان فيها هاشم الأتاسي رئيساً للجمهورية. لكن الفرنسيين أثاروا الفتن والنعرات الطائفية مما أدى إلى تعطيل الدستور وإنهاء الحكومة، فاستقال رئيس الجمهورية وكانت نهاية العهد الوطني.
بتعطيل الحياة الدستورية وإبعاد الوطنيين عن الحكم، زاد إمعان الفرنسيين في اضطهاد الوطنيين، فاستولوا على السلطة مباشرة وأنشؤوا حكومة موالية لهم، وفي هذا الظرف وقعت حادثة جعلت سعد الله وصحبه يغادرون سوريا كلاجئين إلى العراق، وذلك حينما وُعِد قاتل الوطني الدكتور عبد الرحمن الشهبندر بالعفو عنه، إذا اعترف أنه كان مدفوعاً إلى القتل من قبل رجال الكتلة الوطنية: شكري القوتلي وسعد الله الجابري وجميل مردم بك، غير أن القضاء برأهم. ولم يعد سعد الله الجابري إلى سوريا إلا حينما دخلت الجيوش البريطانية سوريا بصحبة جيش فرنسا الحرة وأُعلن استقلال البلاد.

## الاستقلال
عندما انتُخب شكري القوتلي لرئاسة الجمهورية في 17/8/1943، تولى الجابري رئاسة وزارته. هذه الوزارة التي أدى عنادها الوطني إلى قيام الفرنسيين بعدوانهم على سورية عام 1945..
كان سعد الله الجابري رئيس الوفد السوري في توقيع بروتوكول الإسكندرية، ورئيس وفدها في اللجنة التحضيرية للمؤتمر العربي العام، كما حضر إعلان أنشاء وتأسيس الجامعة العربية.
انتخب نائباً عن حلب في البرلمان السوري عدة مرات، واعتقله الفرنسيون أكثر من مرة وتولى وزارة الخارجية والداخلية ورئاسة الوزراء كما كان رئيساً لمجلس النواب السوري عام 1945، ولا أظن أن أهل هذا الوطن ينسون حادث المجلس النيابي، ولولا أن سعد الله الجابري أمر بفض جلسة المجلس قبل أنعقادها لكانت كارثة كبرى لا يعلم إلا الله مداها وذلك يوم ضرب الفرنسيون المجلس النيابي بقنابلهم في حادث 29 أيار 1945.
عندما علمت القوات الفرنسية بنجاة أعضاء البرلمان السوري من القصف أرسلت قواتها للقبض على الجابري الذي كان يقيم في فندق الشرق فتنكر بزيّ راهب وخرج مستتراً بسيارة السفير الروسي سولود فوصل إلى حيفا ومن هناك أبرق إلى لندن ومجلس الأمن فأمرت القيادة البريطانية في فلسطين بالتدخل في أحداث سوريا ودخلت المصفحات الإنكليزية يومها دمشق بتاريخ 17 نيسان 1946 فكان ذلك اليوم عيداً قومياً لسوريا هو عيد الجلاء، وكان لسعد الله الجابري الفضل الأول في تحقيق نتائجه وتأكيد آثاره.
تم جلاء القوات الفرنسية عن سورية، فرحل آخر جندي فرنسي عن التراب السوري في السابع عشر من نيسان عام 1946, واحتفلت الجماهير السورية بزعمائها قادة التحرير [الكتلة الوطنية] بزعامة الجابري.
مرض سعد الله الجابري في آخر زيارة له إلى مصر، حيث كان هناك لحضور مجلس الجامعة العربية عام 1947، فبقي في الإسكندرية للتداوي من التهاب الكبد الوبائي الذي اصيب به خلال أيام سجنه المتكرر، إلا أن رئيس الجمهورية شكري القوتلي طلب منه الاستقالة من رئاسة الوزارة فاستقال.

## وفاته وتشييعه
رجع الجابري إلى حلب وقضى فيها بضعة أشهر، وما لبث أن وافاه الأجل في حزيران عام 1947.
كرس مهندس الاستقلال حياته للنضال، الأمر الذي شغله عن حياته الخاصة فلم يتسنى له الزواج، ولم يخلف ولدا ولا مالا، إذ باع جميع ممتلكاته وصرفها على مشواره النضالي الطويل.
شيعته مدينته حلب الشهباء بموكب كبير جليل حاشد...
تقدم الموكب رئيس الجمهورية ورئيس مجلس الوزراء والوزراء والنواب وممثلو الدرك ورؤساء الدول العربية وجماهير غفيرة سارت في موكب التشييع الذي استغرق سيره ساعتين كاملتين....
وبعد أن ووري الفقيد لحده إلى جانب رفيق جهاده ونضاله الزعيم إبراهيم هنانو، بكاه رئيس الجمهورية بكلمة مؤثرة كانت تفيض أسىً على فقده، تناول فيها رفقة جهاده معه منذ سنوات الدراسة الأولى، معدداً مناقبه ومزاياه، باكياً فيه الخصال الشريفة والمزايا النبيلة.
وبعد أن انتهى الرئيس الأول عقبه رئيس الوزراء جميل مردم بكلمة جامعة تناول فيها تاريخ جهاده وأثره فيما وصلت إليه البلاد من منعة وعزة واستقلال.
اشترك في التشييع بعثات ملكية تمثل الملك فاروق والملك عبد العزيز آل سعود ورؤساء الدول في جامعة الدول العربية والوزراء والقناصل وممثلو الهيئات السياسية والأحزاب، والهيئات السورية وممثلو الجمعيات والأندية ووجهاء الأحياء ثم جماهير المشيعين.
رثاه زعماء العالم العربي وقتها منهم:
وقال السيد مكرم باشا عبيد رئيس الكتلة الوفدوية:
«ولعل عزائي بعض العزاء هو أن يسمح لي بتأبين الفقيد العزيز، وما الحزن الباكي على من مات منا إلا ضريبة الموت علينا يتقاضاها من نفوسنا جزعاً ويستدرها من عيوننا دمعاً، ولقد كان سعد الله الجابري هو ذلك الوطني النموذجي».
وقال مصطفى باشا النحاس:
«يقيني أن العظيم في وطنه وخلقه، النزيه في تصرفاته وأعماله، لا يموت إلا الموت الذي اصطلح عليه الناس، وهو النقلة من دار الغرور والفناء إلى دار الصدق والبقاء، وهو بعد هذا خالد في قلوب الأحياء ما بقيت الحياة».
وقالت السعودية:
«حينما نبكي سعد الله فإنما نبكي فيه الشمم ومضاء العزيمة والإقدام: نبكي قائداً أقبل في طليعة الرعيل الأول، يذود عن حمى الوطن الغالي، فكان علم جهاد ولواء نضال، ضحى على اسم أمته فأضحى، ولقي في سبيل استقلالها وعزتها ما لقي...».

## ما بعد سعد الله
وفي الذكرى الأولى لرحيله أصرَّ آل الجابري أن يكون الشاعر عمر أبو ريشة أول المتكلمين في رثائه.. فأجابهم عمر: لي شرط واحد فقط وهو أن أشاهد المنزل الذي كان يقطنه الفقيد؟.. فأجابوه: حبّاً وكرامة.. وتوجه أبو ريشة إلى المنزل وكان في شارع شكري القوتلي وعندما صعد إلى الطابق الثاني شاهد غرفة النوم وبها نافذة واحدة مطلة على الشارع أحد زجاجها مكسور وطبق من الكرتون يغطي نصف النافذة.. وقال أبو ريشة مستغرباً ومتعجباً: هنا كان ينام رئيس وزراء سورية؟.. فأجابوه: نعم.. فهو لم يقبض قرشاً واحداً من الدولة لأنه كان يوقع في نهاية كل شهر على جدول الراتب ويطلب إلى مدير مكتبه أن يوزعه على المستخدمين.. وهنا انتفض عمر أبو ريشة وهزته هذه المأثرة الفريدة ورثاه في قصيدة عصماء نقتطف منها هذه الأبيات:
و بعد وفاته بعدة أعوام قرر الشعب السوري تكريم زعيمهم الفقيد بإطلاق اسم ساحة سعد الله الجابري على أكبر ساحة تتوسط حلب والتي أصبحت من معالمها المهمة.